# Chicago Opera Theater
Il Chicago Opera Theater (COT) è una compagnia d'opera americana con sede a Chicago, Illinois. COT è una compagnia residente presso l'Harris Theatre for Music and Dance nel Millennium Park di Chicago ed è attualmente residente allo Studebaker Theater, recentemente rinnovato, nello storico Palazzo delle Belle Arti. Oltre alle produzioni di opere selezionate del repertorio operistico principale, COT pone l'accento sui compositori americani, sulle anteprime di Chicago e sulla produzione di nuove opere contemporanee per un pubblico del XXI secolo.

## Storia
Alan Stone fondò la compagnia come Chicago Opera Studio nel 1974. Stone utilizzò la Jones Commercial High School come sede principale del palcoscenico principale per la compagnia fino al 1976. Successivamente, la compagnia ebbe una residenza presso l'Athenaeum Theatre sul lato nord di Chicago fino al 2004. Il la compagnia ha anche tenuto spettacoli occasionali al Merle Reskin Theater della DePaul University e al Rosary College di River Forest, Illinois.
Stone è stato direttore artistico di COT fino al 1993. Tra i direttori generali di COT figurano Marc Scorsa (1984-1990), Mark Tiarks, Jean Perkins e Joseph De Rugeriis.
Brian Dickie è diventato direttore generale di COT nel 1999 ed ha ricoperto l'incarico fino all'agosto 2012. Nel dicembre 2011 COT ha nominato Andreas Mitisek come successivo direttore generale, effettivo nel 2012. A febbraio 2017 la compagnia annunciò che Mitisek si sarebbe dimesso da direttore artistico alla scadenza del suo contratto nel settembre 2017. Douglas Clayton, ex direttore esecutivo, ha assunto il ruolo di direttore generale il 1º settembre 2017.
Nel giugno 2017 la compagnia ha annunciato la nomina di Lidiâ Ânkovskaâ come successivo direttore musicale, con effetto immediato. La Ânkovskaâ è la prima donna a ricoprire il ruolo di direttore musicale di COT. Nel febbraio 2019 Clayton si è dimesso e Ashley Magnus, ex direttore generale, ha assunto il ruolo di direttore generale.